# West Side Family
West Side Family, czasami jako WSF – albańska grupa hip-hopowa założona w Tiranie i działająca w latach 1996-2008.

## Historia
Grupa w 2008 brała udział w konkursie 47 edycji Festivali i Këngës, którego zwycięzca miał reprezentować Albanie na Konkursie Piosenki Eurowizji 2009. West Side Family wystąpiła wówczas z piosenką „Jehonë” i zdobyła 118 punktów. Wyprzedzili ją Juliana Pasha i Luiz Ejlli otrzymując 119 punktów oraz Kejsi Tola otrzymując 126 punktów.
Grupa rozwiązała się w 2008. Jedynie Dr. Flori aktywnie kontynuował karierę muzyczną, aż do swojej nagłej śmierci w 2014. W 2017 Landi i Miri ukończyli piosenkę „Beso”, którą pozostawił Dr. Flori.

## Dyskografia

### Albumy studyjne
- Jeta Shkon (2004)[3]
- W.S.F. (2006)[3]